# Ernst Lubitsch
Ernst Lubitsch (28. ledna 1892 – 30. listopadu 1947) byl německý židovský filmový režisér. Díky jeho zdvořilým způsobům si získal pověst hollywoodsky nejvíce vkusného a sofistikovaného režiséra. Jeho sláva rostla rychle a filmy pod jeho režií se označovaly jako "Lubitschův dotyk".
V roce 1947 obdržel Oscara, Academy Honorary Award, za jeho významné příspěvky ve filmovém umění a třikrát byl nominován jako Nejlepší režisér.

## Biografie
Ernst Lubitsch se narodil v Berlíně jako syn krejčovského mistra. V té době bydleli jeho rodiče v Lotrinské ulici 82, dnešní Torstrasse. Rodinný přítel, herec, mu zprostředkoval kontakt k Deutsches Theater Maxe Reinhardta. Zde Lubitsch pracoval zprvu jako statista a herec v druhém obsazení. V letech 1914 a 1915 začal inscenovat filmy, ve kterých také sám vystupoval. První úspěch jako herec a režisér slavil v roce 1916 svým filmem Schuhpalast Pinkus. Koncem roku 1922 odjel do Hollywoodu, kde se rychle uchytil díky svým společenským komediím. Útěk z ráje, Láska mezi umělci, Osmá žena modrovousa jsou milníky v žánru komedie. Roku 1943 režíroval Lubitsch svůj první barevný film Heaven can wait. Příběh starého světáka, který se po smrti dobrovolně hlásí v pekle, se odehrává v New Yorku na přelomu století. Lubitschův New York s francouzskou vychovatelkou k dětem, služebnictvem a dobrotivými patriarchy připomíná spíše Berlín koncem 19. století a vyznívá jako pocta zemi a společnosti, které již byly v roce 1943 dávnou minulostí. Lubitsch natočil ještě jeden film, poté se ze zdravotních důvodů stáhl do ústraní a omezil činnost pouze na filmovou produkci. Ernst Lubitsch zemřel 30. listopadu 1947 v Hollywoodu.

## Zajímavosti

### Ženy

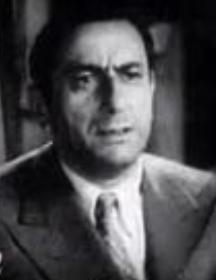
Lubitsch ve filmovém traileru The Merry Widow (1934)

Pola Negri, Henny Portenová, Jeaentte McDonaldová, Miriam Hopkinsová, Claudette Colbertová, Greta Garbo – ženy byly u Lubitsche nejen krásné a žádoucím, byly i vlastním centrem jeho filmů. Uváděly věci do pohybu, byly aktivním prvkem; muži za nimi mohli jen dýchavičně pobíhat. Režisérka Helma Sanders-Brahms: "Jeho ženy jsou statečné - ba až šíleně odvážné -, jsou rozumné a šikovné, ale zároveň jsou vždy také onou opěvovanou milenkou ze Šaloumonovy Písně písní: Vrať se zpět, ó Sulamit... Mají lstivost Rebeky, která oklame slepého manžela čočkou, odvahu Judity, která tyranovi usekne hlavu v manželské loži, ale především jsou onou hromadou pšenice ozdobenou růžemi, mýtem pro muže, který se před nimi propadá do role obdivujícího pitomce. A to je potom komedie."

### Emigranti
Ernst Lubitsch patřil mezi politicky angažované hollywoodské režiséry, kteří se neobávali zaujmout na veřejnosti stanovisko k situaci v Evropě a zejména v nacistickém Německu. V roce 1939 patřil k zakládajícím členům European Film Fund. Iniciativa organizovaná agentem Paulem Kohnerem pomáhala uprchlíkům před nacismem při příjezdu do USA a zajišťovala emigrantům podporu pro první měsíce. Lubitsch poskytoval peníze a své jméno, ale další podporu odmítal. Emigranta, jako byl Billy Wilder, zaměstnal jen proto, že byl přesvědčen o schopnostech mladého autora. Když se po filmech Bluebeard's eighth Wife a Ninočka nedostavil komerční úspěch, Lubitsch spolupráci ukončil. Německá kolonie v Hollywoodu byla třídní společností. Lubitsch patřil mezi její hvězdy. Emigrant Alexandr Granach, představitel Kopalského v Ninočce, 1940: "Společensky únosný je člověk v Hollywoodu, teprve když vydělává několik tisíc týdně. Pozvání k Lubitschovi nedostaneš, pokud vyděláváš pod 5 000 dolarů týdně."

## Filmografie

### Režie
- That Lady in Ermine (1948)
- Cluny Brown (1946)
- Royal Scandal, A / Czarina (1945)
- Láska není hřích (1943)
- Být, či nebýt (1942)
- That Uncertain Feeling (1941)
- The Shop Around the Corner (1940)
- Ninočka (1939)
- Bluebeard's Eighth Wife (1938)
- Anděl (1937)
- Veselá vdova (1934)
- La Veuve joyeuse (1934)
- Design for Living (1933)
- Broken Lullaby (1932)
- If I Had a Million (1932)
- One Hour with You (1932)
- Trouble in Paradise (1932)
- Une heure pres de toi (1932)
- The Smiling Lieutenant (1931)
- Monte Carlo (1930)
- Paramount on Parade (1930)
- Eternal Love (1929)
- The Love Parade (1929)
- The Patriot (1928)
- Starý Heidelberk (1927)
- Honeymoon Express, The (1926)
- So This Is Paris (1926)
- Lady Windermere's Fan (1925)
- Líbej, ach líbej mne dál (1925)
- Forbidden Paradise (1924)
- The Marriage Circle (1924)
- Three Women (1924)
- Plamen (1923)
- Zpěvačka z ulice (1923)
- Žena faraonova (1922)
- Horská kočka (1921)
- Anna Boleynová (1920)
- Kohlhiesels Töchter (1920)
- Romeo und Julia im Schnee (1920)
- Sumurun (1920)
- Madame DuBarry (1919)
- Meine Frau, die Filmschauspielerin (1919)
- Meyer aus Berlin (1919)
- Die Puppe (1919)
- Rausch (1919)
- Das Schwabenmädle (1919)
- Ústřicová princezna (1919)
- Carmen (1918)
- Der Fall Rosentopf (1918)
- Fuhrmann Henschel (1918)
- Ich möchte kein Mann sein (1918)
- Das Mädel vom Ballet (1918)
- Muž beze jména (1918)
- Prinz Sami (1918)
- Der Rodelkavalier (1918)
- Der Blusenkönig (1917)
- Ein Fideles Gefängnis (1917)
- Ossis Tagebuch (1917)
- Wenn vier dasselbe tun (1917)
- Als ich tot war (1916)
- Der Erste Patient (1916)
- Der Gemischte Frauenchor (1916)
- Der G.m.b.H. Tenor (1916)
- Seine neue Nase (1916)
- Das Schönste Geschenk (1916)
- Schuhpalast Pinkus (1916)
- Wo ist mein Schatz? (1916)
- Aufs Eis geführt (1915)
- Blindekuh (1914)
- Der Kraftmeier (1914)
- Der Letzte Anzug (1914)
- Zucker und Zimmt (1914)
- Fräulein Seifenschaum (1914)

### Herec
- Mr. Broadway (1933)
- Sumurun (1920)
- Meyer aus Berlin (1919)
- Der Fall Rosentopf (1918)
- Prinz Sami (1918)
- Der Rodelkavalier (1918)
- Der Blusenkönig (1917)
- Ein 'Fideles Gefängnis (1917)
- Hans Trutz im Schlaraffenland (1917)
- Ossis Tagebuch (1917)
- Wenn vier dasselbe tun (1917)
- Als ich tot war (1916)
- Doktor Satansohn (1916)
- Der Erste Patient (1916)
- Der Gemischte Frauenchor (1916)
- Der G.m.b.H. Tenor (1916)
- Leutnant auf Befehl (1916)
- Seine neue Nase (1916)
- Schuhpalast Pinkus (1916)
- Der Schwarze Moritz (1916)
- Wo ist mein Schatz? (1916)
- Arme Maria - Eine Warenhausgeschichte (1915)
- Aufs Eis geführt (1915)
- Blindekuh (1915)
- Fräulein Piccolo (1915)
- Der Kraftmeier (1915)
- Der Letzte Anzug (1915)
- Robert und Bertram, die lustigen Vagabunden (1915)
- Ein Verliebter Racker (1915)
- Zucker und Zimmt (1915)
- Bedingung - Kein Anhang! (1914)
- Die Firma heiratet (1914)
- Fräulein Seifenschaum (1914)
- Der Stolz der Firma (1914)
- Die Ideale Gattin (1913)
- Das Mirakel (I) (1912)

### Dokumentární
- Ernst Lubitsch in Berlin - Von der Schönhauser Allee nach Hollywood (video film) (2006)
- Berlin Metropolis: Jews in Early German Film (video film) (1999)
- Hitler - eine Bilanz (TV seriál) (1995)
- American Experience, The (TV seriál) (1988)
- Hitlerova kariéra (1977)
- Věčný žid (1940)
- Life in Hollywood No. 4 (1927)